# Armand Lipman
Pour les articles homonymes, voir Lipman.
Le commandant Armand Lipman (Phalsbourg, 1858 - Versailles, 1935), officier breveté d’état-major, est le fils de Benjamin Lipman (1819-1886), grand rabbin de Metz puis de Lille.

## Biographie
Armand Bernard Lipman est né, le 12 août 1858, à Phalsbourg dans la Meurthe ou son père, le grand-rabbin Benjamin Lipman, officiait comme rabbin de la communauté israélite. Sa mère est Rosalie Lipman, née Sée.
À l'annexion de l'Alsace et de la Lorraine par l'Allemagne, le grand-rabbin Benjamin Lipman opte, en 1872, ainsi que sa famille, pour la nationalité française, quitte Metz et s'installe à Lille ou il est nommé grand-rabbin.
Armand Lipman est admis à l'École Polytechnique, le 1er octobre 1878, et continue comme sous-lieutenant élève à l'école d'application de l'artillerie et du génie, le 1er octobre 1880. Il est affecté comme lieutenant au 27e régiment d'artillerie, le 1er octobre 1882.
Il entre à l'école supérieure de guerre, en novembre 1886, et en sort breveté d'état-major (mention bien), en novembre 1888. Le 6 mai 1889, il est affecté comme capitaine au 7e régiment d'artillerie.
Armand Lipman se marie avec Gabrielle Moyse, la fille de Gustave Léon Moyse et Anna Valentine née Alexandre, le 19 novembre 1890, avec qui il aura quatre fils.
Armand Lipman est affecté, le 30 mars 1904, comme chef d'escadron au 32e régiment d'artillerie.
Il prend sa retraite de l'armée le 15 juin 1907 et s'installe à Versailles, mais est maintenu, à sa demande, dans la réserve.
Il est rappelé en service actif, à la déclaration de guerre, le 2 août 1914, comme chef d'état-major de la 85e division territoriale (Région Est du Camp retranché de Paris). Il est cité, le 10 juin 1915, à l'ordre de la 85e division territoriale d'infanterie.
Atteint par la limite d'âge, il est rayé le 20 avril 1918 et rendu à la vie civile.
À son retour de la guerre, il se met au service du judaïsme en collaborant à des sociétés (L’Alliance israélite universelle, La Société des études juives) et des périodiques (Archives israélites de France). Il est un collaborateur régulier de la Revue juive de Lorraine, ou il publie des articles d’érudition et d’autres sur l’israélitisme français.
Il décède à Versailles le 2 février 1935.

## Honneurs et distinctions
Le commandant Armand Lipman est nommé chevalier de la Légion d’honneur le 30 décembre 1901 et promu officier le 19 juillet 1929.